# 에이팝
에이팝(The Apop)는 대한민국의 이모 밴드이다. 이재원(보컬), 최준용(기타), 이민욱(기타), 박세환(베이스), 이황룡(드럼)으로 구성되었다.

## 구성원

### 현재
- 이재원 - 보컬
- 최준용 - 기타
- 이민욱 - 기타
- 박세환 - 베이스
- 이황룡 - 드럼

### 이전
- 장지미 - 기타
- 이재상 - 보컬
- 김정겸 - 기타
- 강민영 - 기타
- 박철우 - 기타

## 음반 목록

### EP
- 《She Is Gone But Her Still Haunts Me》 (2008년)

### 싱글
Fading Out (2025)
Luna (2022)